# Tardes de soledad
Pour plus de détails, voir Fiche technique et Distribution.
Tardes de soledad est un film documentaire franco-luso-espagnol réalisé par Albert Serra, sorti en 2024.
Le film est présenté au festival de Saint-Sébastien 2024 où il remporte la Coquille d'or.
Il s'agit d'un portrait sur le matador péruvien Andrés Roca Rey, et le premier film documentaire de son réalisateur.

## Synopsis
À travers le portrait du jeune Andrés Roca Rey, star incontournable de la corrida contemporaine, Albert Serra dépeint la détermination et la solitude qui distinguent la vie d'un torero. Par cette expérience intime, le réalisateur de Pacifiction livre une exploration spirituelle de la tauromachie. Il en révèle autant la beauté éphémère et anachronique que la brutalité primitive.

## Fiche technique
Sauf indication contraire, les informations mentionnées dans cette section peuvent être confirmées par la base de données cinématographiques IMDb,  présente dans la section « Liens externes ».
- Titre français : Tardes de soledad
- Réalisation et scénario : Albert Serra
- Pays de production :  Espagne,  France et  Portugal
- Société de distribution : Dulac (France)[2]
- Format : Couleurs
- Genre : documentaire
- Durée : 125 minutes
- Dates de sortie :
  - Espagne : 23 septembre 2024 (festival de Saint-Sébastien 2024)
  - France : 26 mars 2025[2]

## Distribution
Sauf indication contraire, les informations mentionnées dans cette section peuvent être confirmées par la base de données cinématographiques IMDb,  présente dans la section « Liens externes ».
- Andrés Roca Rey : lui-même

## Sortie

### Accueil critique
En France, le site Allociné donne une moyenne de 4⁄5, d'après l'interprétation de 24 critiques de presse.

## Récompenses et distinctions

### Récompenses
- Festival de Saint-Sébastien 2024 :  Coquille d'or[4],[5]